# Elsa López
Amada Elsa López Rodríguez (Fernando Poo, (actual Malabo) Guinea española; 17 de enero de 1943) es una escritora española, especializada en poesía.

## Biografía
Amada Elsa López Rodríguez nació y vivió en Fernando Poo, actual Malabo, hasta 1947, año en que se mudó a la isla de La Palma, Canarias, donde vivió hasta 1955, para por fin trasladarse a Madrid donde cursó los estudios de bachillerato.
En 1965 obtuvo la licenciatura en Filosofía por la Universidad Complutense de Madrid y, tras un año como profesora de Literatura Española en Lausana, Suiza, en 1966 se incorporó como profesora en el liberal Colegio Estudio de Madrid, heredero de la Institución Libre de Enseñanza.
A partir de 1972 comenzó su actividad docente en distintos institutos de enseñanza media, obteniendo en 1980 el doctorado en Filosofía y Letras y en 1982 la cátedra de Filosofía en el Instituto Isabel La Católica de Madrid, donde impartió clase hasta 1993.
De 1987 a 1989 presidió la Sección de Literatura del Ateneo de Madrid y dirigió la editorial Siddharth Mehta, creando en 1989 su propia editorial, Ediciones La Palma.
En 1993 recibió el I Premio de Investigación José Pérez Vidal y se trasladó a Canarias en comisión de servicio para dirigir y coordinar los proyectos El Papel de Canarias (1993) y Memoria de las islas (1994-2000) del Gobierno de Canarias. Ese mismo año, fundó en Santa Cruz de La Palma el museo etnográfico y centro de arte popular La Casa de Jorós.
De 2002 a 2006 dirigió la Fundación Antonio Gala para Jóvenes Creadores. De donde fue destituida por desacuerdos con Antonio Gala, aunque la escritora ya había anunciado con anterioridad que quería abandonar el cargo.
Actualmente dirige Ediciones La Palma y Promoción Cero.            
Su obra ha sido reconocida con numerosos premios, como el Premio de poesía Ciudad de Melilla convirtiéndose en la primera vez que una mujer ganaba este premio; o el I Premio de Investigación José Pérez Vidal en el año 1993; incluida en varias antologías y traducida a distintos idiomas.
En el 50 aniversario de la Independencia de Guinea Ecuatorial fue invitada por los centros culturales de la Embajada de España en Malabo a integrar el Jurado del Certamen Nacional 12 de Octubre creado en los 80 por el desaparecido Centro Cultural Hispano-Guineano.

## Premios
- I Premio de Investigación José Pérez Vidal (1993)[3]
- Premio Internacional de Poesía Ciudad de Melilla (1987)[10]
- Premio Internacional de Poesía Rosa de Damasco (1989)[1]
- XII Premio Nacional de Poesía José Hierro (2002)
- XIII Premio de Poesía Ciudad de Córdoba Ricardo Molina (2005)[11]
- Medalla de Oro de Canarias (2016)[4]
- Premio Canarias en Literatura (2022)[12]

## Obra

### Poesía
- El viento y las adelfas (1973)[2]
- Inevitable océano (1982)[2]
- Penumbra (1985)[2]
- Del amor imperfecto, Premio Internacional de Poesía Ciudad de Melilla 1987 (1987)[2]
- La Casa Cabrera (1989)
- La fajana oscura, Premio Internacional de Poesía Rosa de Damasco 1989 (1990)[2]
- Cementerio de elefantes (1992)
- Al final del agua (1993)
- Tránsito (1995)
- Magarzas (1997)
- Mar de amores, XII Premio Nacional de Poesía José Hierro (2002)[3]
- Ministerio del Aire, antología 1973-2003 (2003)
- Quince poemas (de amor adolescente) (2003)
- La pecera (2005)
- A mar abierto, poesía 1973-2003 (2006)
- Travesía, XIII Premio de Poesía Ciudad de Córdoba Ricardo Molina 2005 (2006)[3]
- Viaje a la nada, Hiperión. Madrid, 2016. 65 páginas[13]
- Últimos poemas de amor (A la memoria de Paul Éluard), Hiperión, Madrid, 2018.

### Narrativa
- El corazón de los pájaros (2001)[3][1]
- Las brujas de la isla del viento (2006)
- Una gasa delante de mis ojos (2011)
- Perdone que no me calle, (2017) (compilado por María Gutiérrez (escritora).

### Antropología
- Estudio antropológico-social de una comunidad campesina en la zona de Garafía, al norte de la Isla de La Palma (1976)
- El tablado de la Montañeta, estructura social y cultural de una comunidad campesina en la Isla de la Palma, tesis doctoral (1980)
- Identidad rural y etnicidad insular (1981)
- El serinoque, música y poesía en la Isla de La Palma (1982)
- Expresiones simbólicas a través de un ejemplo de arquitectura popular (1983)
- Símbolo y realidad en la canción de cuna (1984)
- El viento como metáfora de la locura en las Islas Canarias (1986)
- La simbología en la medicina popular canaria (1987)
- España canta (1990)
- Arquitectura y espacio canario, forma y color como signo en El Tablado (1990)
- La sabiduría popular en la arquitectura (1994)

### Biografía
- Diego Hidalgo, memoria de un tiempo difícil (1986)
- José Pérez Vidal, biografía de un etnógrafo canario (1987)[3]

### Guiones
- Morir sin campanas (1973)[3]
- De topo en topo (1974)[3]
- Canarias mágica (1987)[3]
- El recodo del sol (1988)[3]
- La Isla de La Palma (1992)[3]